# HMS Mary (1650)
HMS Mary – angielska XVII-wieczna fregata III rangi.

## Historia
Okręt został zbudowany w okresie republiki (1649-1660) pod kierunkiem Christophera Petta, w stoczni w Woolwich nad Tamizą (obecnie Londyn), jako jedna z pierwszych fregat III rangi pod nazwą Speaker. "Speaker" dał początek klasie 12 podobnych, ale nie jednakowych, okrętów 50-działowych, zaliczanych ówcześnie do fregat, w rzeczywistości będących szybkimi dwupokładowymi okrętami liniowymi, niemających wiele wspólnego z „klasycznymi” fregatami XVIII i XIX wieku, które pojawiły się w latach 40. XVIII wieku.
"Speaker" pod banderą Commonwealthu brał udział w pierwszej wojnie angielsko-holenderskiej. 29 maja 1652 brał udział w bitwie morskiej pod Dover w eskadrze admirała Blake’a. W tym samym roku "Speaker" wziął udział (8 października) w zwycięskiej bitwie pod Kentish Knock jako flagowy okręt dowodzącego awangardą admirała Williama Penna, oraz w przegranej 10 grudnia bitwie pod Dungeness (okrętem również dowodził William Penn).
Rok później "Speaker" walczył w bitwie pod Portland jako flagowy okręt eskadry "niebieskiej", dowodzonej przez admirała Williama Penna. Kilka miesięcy później "Speaker" był flagowym okrętem, dowodzącego angielską ariergardą, kontradmirała Samuela Howetta, w zakończonej wielkim zwycięstwem, bitwie na płyciźnie Gabbard. "Speaker" brał również udział w ostatniej bitwie morskiej tej wojny stoczonej pod Scheveningen w sierpniu 1653 roku.
Następnie "Speaker" wziął udział w wojnie angielsko-hiszpańskiej. Był okrętem flagowym angielskiej eskadry, która 29 września 1656 roku, pod dowództwem wiceadmirała Richarda Stynera, zniszczyła pod Kadyksem hiszpańską Srebrną flotę. 30 kwietnia 1657 roku "Speaker", pod tym samym dowództwem, należał do eskadry admirała Blake’a, która zniszczyła hiszpańską flotę wojenną składająca się z 16 okrętów w porcie Santa Cruz na Teneryfie.
W kwietniu 1659 "Speaker" wchodził w skład floty 55 okrętów, która pod dowództwem hrabiego Sandwich udała się na Bałtyk w celu obrony angielskich interesów handlowych, jako przeciwwaga dla floty holenderskiej, interweniującej w czasie wojny pomiędzy Szwecją i Danią.
Po restauracji monarchii w Anglii w 1660 roku nazwę okrętu zmieniono na Mary.
W 1661 "Mary" wziął udział w akcji zwalczania piratów algierskich na Morzu Śródziemnym.
"Mary" wziął udział w drugiej wojnie angielsko-holenderskiej, która wybuchła w 1665 roku. Pod dowództwem Jeremiaha (Jeremy’ego) Smitha walczył w bitwie pod Lowestoft, gdzie wspólnie z "Royal Oak" oraz "Royal Katherine" stoczył zwycięską walkę z  holenderskim statkiem Oranje. W następnym roku "Mary" należał do eskadry "niebieskiej" stanowiącej awangardę floty w zwycięskiej bitwie pod North Foreland.
"Mary" wziął również udział w kolejnej wojnie angielsko-holenderskiej. W 1672 roku wchodził w skład eskadry "niebieskiej" stanowiącej ariergardę połączonej floty angielsko-francuskiej w nierozstrzygniętej bitwie pod Solebay. W rok później okręt walczył w przegranej dla sojuszników pierwszej i drugiej bitwie pod Schooneveld, jako okręt eskadry "niebieskiej", oraz w zakończonej takim samym rezultatem bitwie pod Texel jako okręt eskadry "czerwonej".
W 1678 roku "Mary" ponownie udał się na Morze Śródziemne jako część floty księcia Ruperta, gdzie wziął udział w zdobyciu 40-działowego okrętu algierskiego.
w 1688 roku "Mary" został przebudowany w Woolwich pod kierunkiem Thomasa Shisha i sklasyfikowany jako dwupokładowy okręt liniowy III rangi.
"Mary" wziął następnie udział w wojnie przeciwko Francji. W 1689 roku okręt walczył w przegranej bitwie w zatoce Bantry.
W latach 1690–1692 "Mary" służył w Indiach Zachodnich.
Od 1696 roku "Mary" był klasyfikowany jako okręt liniowy IV rangi.
"Mary" był jeszcze aktywny w czasie wojny o sukcesję hiszpańską. W 1702 roku okręt brał udział, pod dowództwem kapitana Edwarda Hopsonna, w zniszczeniu hiszpańskiej floty w czasie bitwy w zatoce Vigo.
"Mary" zatonął z całą załogą w czasie Wielkiego Sztormu w nocy 6/7 grudnia 1703 roku na płyciźnie Goodwin Sands niedaleko Dover. W czasie Wielkiego Sztormu w dniach 4-12 grudnia zatonęło również 12 innych okrętów Royal Navy i co najmniej 40 statków handlowych.